# 유라시아민물농어

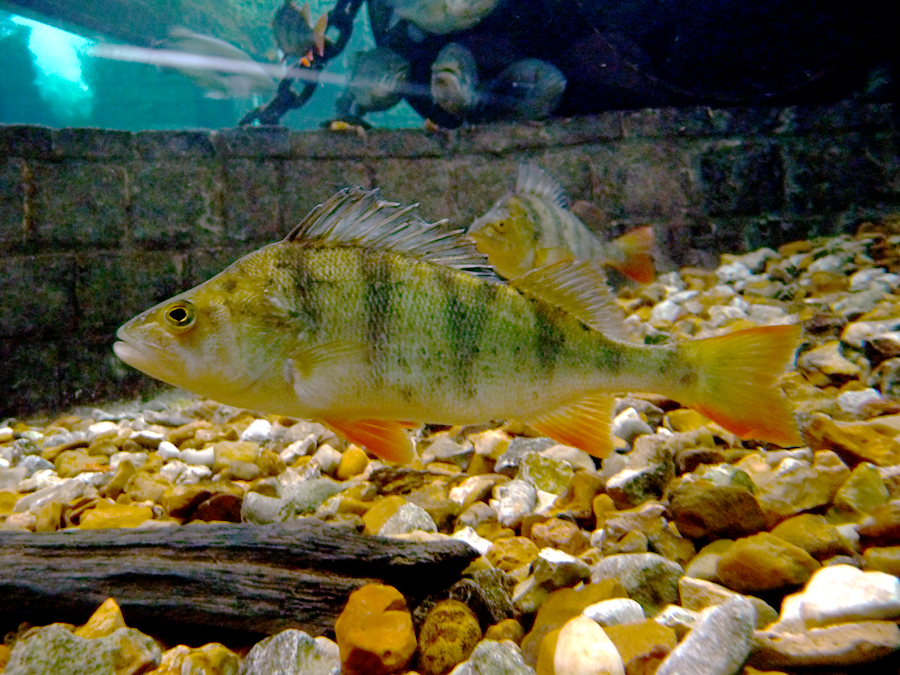

유라시아민물농어(European perch, Perca fluviatilis, common perch, redfin perch, big-scaled redfin, English perch, Euro perch, Eurasian perch, Eurasian river perch, Hatch, poor man’s rockfish)는 유럽, 아시아 북부에 자생하는 민물 농어이다. 이 종은 낚시의 대중적인 사냥감이며 오스트레일리아, 뉴질랜드, 남아프리카 공화국으로 유입되었다. 오스트레일리아의 본토 물고기 개체에 상당한 위해를 주고 있으며 뉴사우스웨일스주에서는 유해종으로 공표되었다.